# Sakrament ženidbe
Sakrament ženidbe je sakrament u mnogim kršćanskim zajednicama. U ovom članku je opisana ženidba kako je shvaća Katolička crkva, no razlike nisu velike.
Ženidbu je ustanovio Bog u zemaljskom raju, kada je rekao: „Nije dobro da čovjek bude sam: načinit ću mu pomoć kao što je on.” i zatim Adamu i Evi: „Plodite se i množite, i napunite zemlju, i sebi je podložite.” Isus je ženidbu među krštenima uzvisio na razinu sakramenta, rekavši: „Što Bog združi, čovjek neka ne rastavlja.” Nije svaka ženidba sakrament, samo ona među krštenima. Sakramentom ženidbe se podjeljuje roditeljska vlast i milost, da u ime Boga supružnici odgajaju svoju djecu. Sakramentalna ženidbena veza traje do smrti muža ili žene. Sakrament ženidbe je nerazješiv, jedino se može proglasi ništavnim od strane crkvene vlasti. Ženidba nije obvezna za sve. Svećenici Latinske crkve i časne sestre žive u celibatu, a dopušteno je i ostalima da se ne žene ni udavaju.

## Teologija ženidbe i ženidbeno pravo

### Ženidba u svim kulturama
Ženidba je ugovor između dvoje ljudi različitog spola usmjeren zajedničkom životu, tjelesnom sjedinjenju i podizanju djece koji postoji u svim kulturama. Stoga Katolička crkva smatra da je ženidba ustanovljena od Boga samim stvaranjem čovjeka kao bitna institucija u njegovom naumu.
Ženidba se različito normira u različitim kulturama. Po katoličkom nauku ženidba je ustanovljena od Boga kao jedinstvena i nerazrješiva. Zato bi ženidba trebala biti jedna (između jednog muškarca i jedne žene) i ne bi se trebala razrješivati ni u kojem slučaju, čak i ako se nalazi u kulturi koja dozvoljava poligamiju ili rastavu. Jednost i nerazrješivost su bitna svojstva ženidbe.
Katoličanstvo priznaje ženidbu svih kultura, čak i ako nije jedna ili nerazrješiva. Ipak, za krštene Crkva određuje posebne propise glede ženidbi.

### Valjanost ženidbe
Da bi ženidba krštene osobe bila valjana, tj. da bi je Katolička crkva smatrala ženidbom, mora biti sklopljena na propisan način koji uključuje privolu i ne smije biti ženidbenih zapreka.
Bračna privola je spremnost muškarca i žene da se jedno drugome daruju s ciljem da žive savez vjerne i plodne ljubavi uz prihvaćanje oba bitna svojstva ženidbe (jednost i nerazrješivost). Privola mora biti svjesna i slobodna ne uvjetovana nasiljem ili prisilom.
Crkva propisuje redoviti i izvanredni oblik sklapanja ženidbe. Rodivito se ženidba sklapa pred zakonitim svećenikom ili drugim zakonitim crkvenim službenikom u prisutnosti dva svjedoka. Ako zakonitog crkvenog službenika nema i opravdano se smatra da ga neće biti idućih mjesec dana valjano se sklapa ženidba samo pred dva svjedoka, što se zove izvanredni oblik. Ako kršteni nije sklopio ženidbu na opisan način, ženidba mu nije valjana.
Priznaju se oblici ženidbe i kod drugih kršćanskih zajednica kao redoviti oblik za njihove vjernike, a i izvanredni oblik ako nije bilo moguće doći do njihovog službenika, čak i kad dotična zajednica to ne priznaje. Tako je ženidba dvoje pravoslavaca koja je sklopljena pred matičarem i dva svjedoka samo zato što nije bilo dostupnog pravoslavnog svećenika za Katoličku crkvu valjana jer se smatra izvanrednim oblikom sklapanja ženidbe, dok je ista za Pravoslavnu crkvu nevaljana jer ona ne priznaje izvanredni oblik.
Ženidbene zapreke su okolnosti koje ženidbu čine nemogućom, kao što je trajna spolna nemoć jedne strane, prijašnja ženidba jedne strane ili različitost vjere (jedna osoba nije krštena). Od nekih zapreka, kao što je različitost vjere, može se dobiti oprost mjerodavne crkvene vlasti te je nakon toga ženidba moguća.
Postoje i ženidbene zabrane, kao što je zabrana ženidbe maloljetnika bez znanja roditelja, no one ne čine ženidbu nevaljanom. Takva ženidba se ne smije sklapati, ali ako se ipak nedopušteno sklopi ona je valjana, ako nema zapreka. Zabranjena je i ženidba katolika i krštenog nekatolika (mješovita ženidba).

### Različitost vjere i mješovite ženidbe
Ženidba katolika i nekrštenog je nevaljana (zapreka različitosti vjere), dok je ženidba katolika i krštenog nekatolika (mješovita ženidba) zabranjena. No od zapreke različitosti vjere se može dobiti oprost, a i dozvola za mješovite ženidbe.
Dozvolu i oprost daje mjesni ordinarij samo ako oba supružnika prihvaćaju bitne svrhe i svojstva ženidbe (jednost i nerazrješivost) te katolička strana obeća da će sačuvati vjeru te providjeti krštenje i katolički odgoj djece o čemu se obavještava nekatolička strana.
Ovakve ženidbe valjano se sklapaju na isti način kao i ženidbe između katolika. Ipak, ženidbe po obredu druge kršćanske zajednice, iako valjane, zabranjene su osim uz dozvolu.

### Sakramentalnost ženidbe
Isus je ženidbu, koja po Božjem naumu postoji oduvijek, uzdigao na razinu sakramenta. Po tome je ženidba kao sakrament jedinstvena, ona je jedini sakrament koji može postojati i da ne bude sakrament. Sakramentalnost daje ženidbi posebnu milost i čvrstoću.
Po kanonskom pravu, koje nije nepromjenjivo, sakramentalnom (ili tvrdom) se smatra svaka i samo ona valjana ženidba između dvoje krštenika, neovisno o tome jesu li katolici ili ne. Ženidba sklopljena prije krštenja automatski postaje sakramentalna krštenjem obiju strana.
Tvrda (sakramentalna) ženidba postaje izvršena spolnim sjedinjenjem supružnika nakon ženidbe, odnosno postajanja tvrdom. Tvrda i izvršena ženidba je posebna jer je samo ona apsolutno nerazrješiva. Sve ostale u principu može razriješiti mjerodavna crkvena vlast.
Tvrde neizvršene ženidbe, nakon što se utvrde potrebne činjenice, može razriješiti papa na zahtjev jedne ili obiju strana.

### Pavlovska i Petrova povlastica
Pavlovskom povlasticom razrješuje se brak sklopljen između dvoje nekrštenih, kada jedna osoba u tom braku primi krštenje, a druga osoba u tom braku ne želi s krštenom osobom trajno živjeti ili ne želi živjeti u miru bez vrijeđanja Stvoritelja te se od krštene osobe rastavi, bez da je krštena osoba dala opravdan razlog za rastavu braka. U tom slučaju krštena osoba (uz pavlovsku povlasticu) može sklopiti drugi brak.
U slučaju kada nekršteni ima više nekrštenih žena, kanon krštenja ako mu je teško ostati s prvom od njih, može zadržati jednu od njih, otpustivši ostale. Isto vrijedi i za nekrštenu ženu koja istodobno ima više nekrštenih muževa. Ta se povlastica naziva petrovom. Ista povlastica vrijedi i kada se nekrštena stranka, pošto se krsti, ne može obnoviti zajednički život s nekrštenim ženidbenim drugom zbog ropstva ili progonstva, može sklopiti drugu ženidbu, premda je i druga stranka u međuvremenu primila krst, pod uvjetom da brak nije konzumiran.
Iako nesakramentalne ženidbe mogu biti razriješene, takve ženidbe ne smiju se sklapati s namjerom razrješenja, tj. privola svakako mora uključivati prihvaćanje nerazrješivosti.

### Proglašenje ženidbe nevaljanom
Tvrda i izvšena ženidba ne može se razriješiti, ali može se proglasiti nevaljanom, tj. utvrditi da nikad nije niti postojala.
Nevaljanost utvrđuje crkveni sud na temelju činjenica iz trenutka sklapanja ženidbe. Ženidba može biti nevaljana ako je pri sklapanju ženidbe postojala neka zapreka, pomanjkanje privole ili oblika. Nikakvi naknadni događaji ne mogu učiniti ženidbu nevaljanom.

### Rastava
Teški grijesi protiv ženidbe su: preljub, mnogoženstvo, odbacivanje plodnosti i rastava.
Katolička crkva dopušta tjelesnu rastavu uz trajanje ženidbene veze kada zajednički život iz različitih teških razloga postaje praktički nemoguć, premda i dalje želi njihovo pomirenje. No to nije razriješenje i supružnicu nisu slobodni sklapati novu vezu.
Građanski razvod Crkva smatra rastavom, pa on stoga nije zabranjen. Međutim, Crkva ne priznaje ponovnu građansku ženidbu rastavljenih osoba jer su one vezane prijašnjom, iako rastavljenom, ženidbom. Ponovna je ženidba, kao i bilo koja ponovna veza, preljub i osobe u njoj ne mogu pristupiti svetoj pričesti niti preuzeti određene crkvene odgovornosti.

## Redoviti oblik sklapanja ženidbe u Rimokatoličkoj Crkvi
Zaručnici prije ženidbe prolaze tečaj priprave za brak pod nazivom zaručnički tečaj.
Ženidba se sklapa u crkvi pred svećenikom i dva svjedoka (kumovi). Pred oltarom, pod sv. misom ili bez nje, svećenik pita svakog posebno, o slobodi njihove odluke i o spremnosti na doživotnu vjernost te o spremnosti, da prihvate i kršćanski odgajaju djecu. Zatim mladenci jedno drugome pružaju desnu ruku  i izražavaju privolu: „Ja N. uzimam tebe N. za svoju zakonitu ženu (za svoga muža) i obećavam ti vjernost u dobru i zlu, u zdravlju i bolesti. Ljubit ću te i poštovati u sve dane života svoga.” 
Zatim svećenik blagoslovi vjenčane prstene, a mladenci ih stave na prst jedno drugome uz riječi: „N. primi ovaj prsten u znak moje ljubavi i vjernosti. U ime Oca i Sina i Duha Svetoga.” Ženidbeni prsteni podsjećaju supruge, da su do smrti vezani ženidbenom vezom. 
Slijedi sveopća (vjernička) molitva i blagoslov mladenaca. Obred se može zaključiti molitvom Oče naš, (ako se slavi izvan sv. mise) i blagoslovom.